# Paris-Corrèze
A Paris-Corrèze é uma corrida ciclista profissional por etapas que se disputa em França.
A prova foi impulsionada pelo ex ciclista profissional Laurent Fignon disputa-se desde 2001 ininterruptamente. Durante as primeiras edições constava de três etapas, mas atualmente e desde 2006 disputa-se somente sobre duas. Desde a criação dos Circuitos Continentais UCI em 2005 faz parte do UCI Europe Tour, na categoria 2.1.
A prova decorre pelo Maciço Central, partindo do sul de Paris (departamento de Cher) e finalizando no departamento de Corrèze, pese a isso, os habituais ganhadores da prova são homens rápidos ou inclusive sprinters.
O primeiro ganhador foi o norueguês Thor Hushovd. Nenhum corredor tem sido capaz de impor-se em mais de uma ocasião.

## Palmarés
| Ano  | Ganhador             | Segundo             | Terceiro          |
| ---- | -------------------- | ------------------- | ----------------- |
| 2001 | Thor Hushovd         | Saulius Ruškys      | Scott Sunderland  |
| 2002 | Baden Cooke          | Bernhard Eisel      | René Haselbacher  |
| 2003 | Cédric Vasseur       | Christophe Rinero   | Rik Verbrugghe    |
| 2004 | Philippe Gilbert     | Simon Gerrans       | Koen de Kort      |
| 2005 | Frédéric Finot       | Christophe Le Mével | Christophe Rinero |
| 2006 | Didier Rous          | Rémi Pauriol        | Noan Lelarge      |
| 2007 | Edvald Boasson Hagen | Oscar Gatto         | Radoslav Rogina   |
| 2008 | Miyataka Shimizu     | Brice Feillu        | Noan Lelarge      |
| 2009 | Francisco Ventoso    | Freddy Bichot       | Laurent Beuret    |
| 2010 | Mickaël Buffaz       | Gianni Meersman     | Johan Le Bon      |
| 2011 | Samuel Dumoulin      | Bert De Waele       | Thomas Degand     |
| 2012 | Egoitz García        | Guillaume Bonnafond | Johann Tschopp    |

## Palmarés por países
| País      | Vitórias |
| --------- | -------- |
| França    | 5        |
| Espanha   | 2        |
| Noruega   | 2        |
| Austrália | 1        |
| Bélgica   | 1        |
| Japão     | 1        |